# Гидравлический прыжок
Гидравлический прыжок или водный прыжок (калька с англ. hydraulic jump, нем. Wassersprung) или взброс воды — явление резкого скачкообразного повышения уровня воды в море или речном русле, например, после видимого перехода потока жидкости из так называемого бурного состояния в спокойное. Особенности русла (пролива), дна водоёма приводят к взаимодействию основного течения со спорным, заворотным течением (вокруг  вертикальной оси вращения) либо с «вальцом», водоворотной (вокруг горизонтальной оси вращения) областью, либо к сложению перемещающейся волны со своим отражением от некоего препятствия (например, рост вала цунами по мере выхода на мелководье).

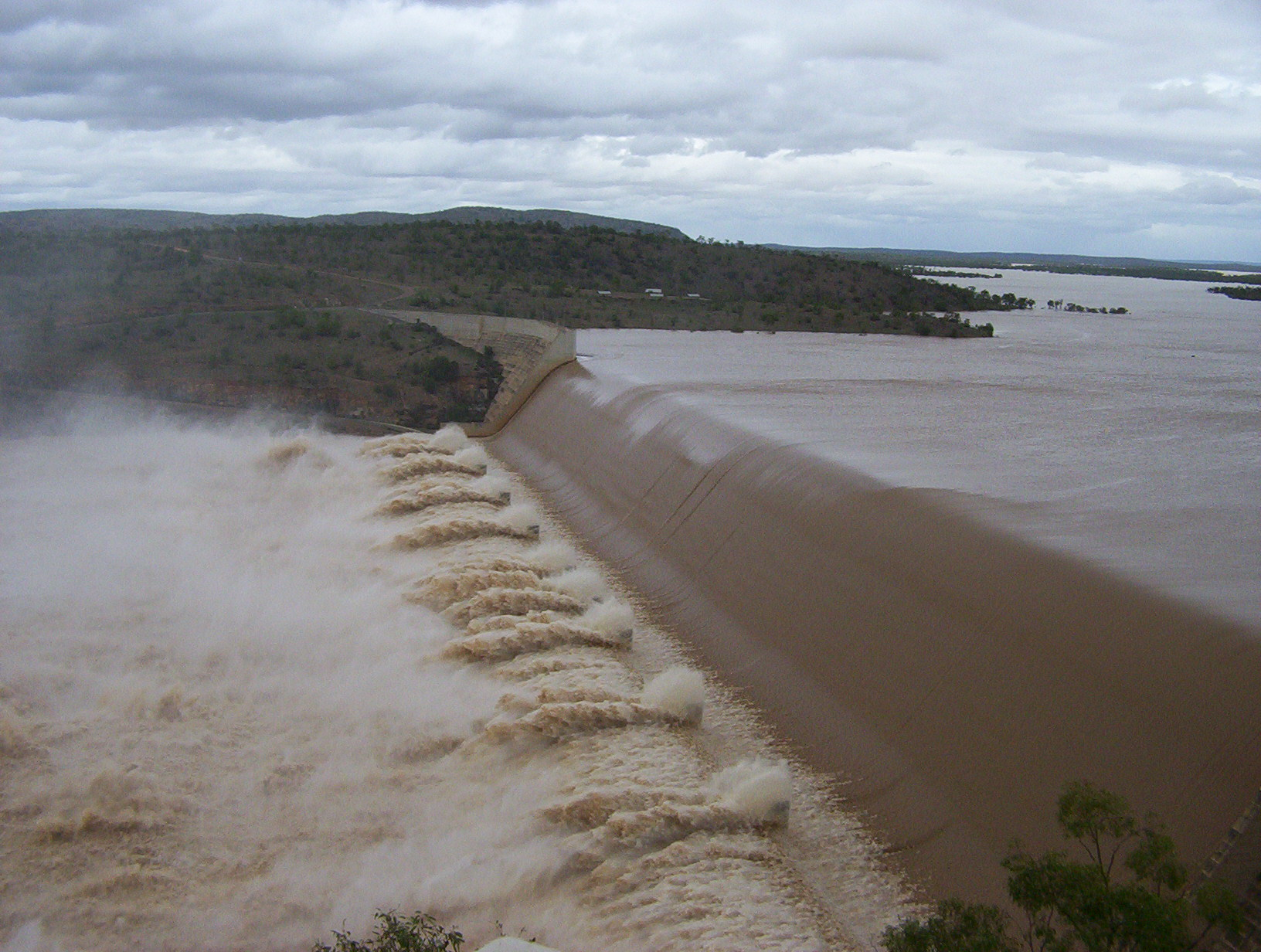
На реке Бердекин поток после дамбы перекатывается через «валец» водоворотной области, вращающейся вокруг горизонтальной оси.

Гидравлический прыжок наблюдается, например, при вытекании потока воды из-под плотины, установленной на реке. В этом случае в самом начале русла, следующего за плотиной, уровень воды понижен, а на некотором расстоянии от плотины он повышается.

## Механизм возникновения гидравлического прыжка
Гидравлический прыжок можно рассматривать как остановившуюся волну перемещения. Если находящийся в бурном состоянии поток внезапно преградить, то уровень воды перед преградой резко повысится. При этом создаётся волна, которая распространется вверх по течению (обратная положительная волна); высота и скорость её перемещения будут постепенно уменьшаться вверх по течению.

## Классификация гидравлических прыжков

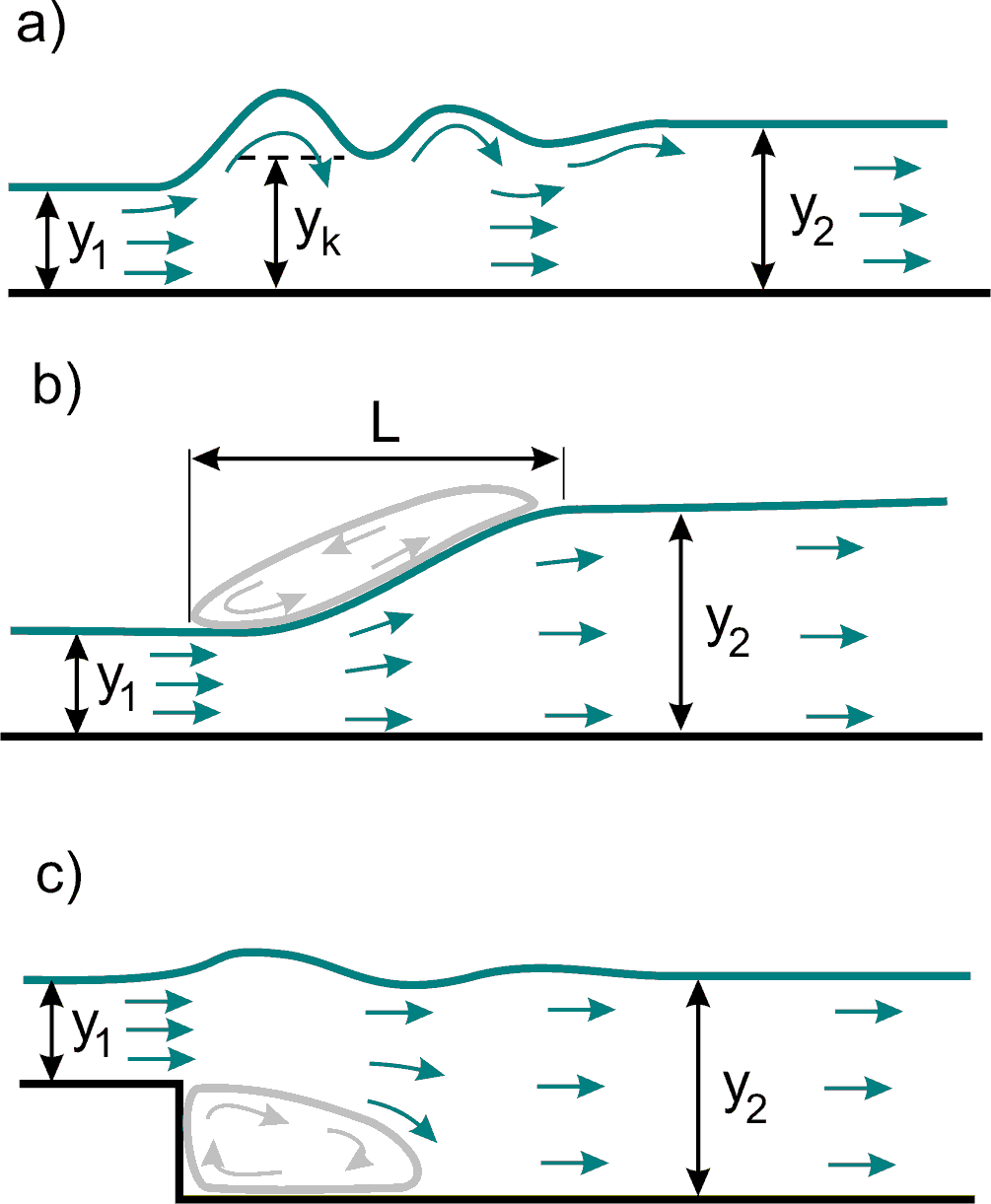
Виды гидравлических прыжков: a) волнистый, b) совершенный, c) поверхностный

В зависимости от условий, при которых возникают гидравлические прыжки, они могут быть разделены на следующие виды:
- совершенный, или донный, — наблюдается при отсутствии стеснения русла по вертикали, например в виде уступа дна; при этом заметно выражены поверхностный валец с обратным направлением скорости у свободной поверхности и зона поступательно движущейся жидкости;
- несовершенный, или волнистый, — представлен рядом последовательных постепенно затухающих волн; поверхностный валец отсутствует;
- подпёртый — так же как и совершенный, имеет развитый поверхностный валец, но подпирается с низовой стороны стенкой или выступом дна;
- поверхностный — поступательно перемещающаяся часть потока сосредоточена в поверхностной зоне, а валец с обратным направлением скоростей — в придонной части.

## Уравнение гидравлического прыжка
Расчёт уравнения гидравлического прыжка осуществил в 1838 г. французский учёный Жан-Батист Беланже.